# La ricerca onirica dello sconosciuto Kadath
La ricerca onirica dello sconosciuto Kadath (The Dream-Quest of Unknown Kadath) è un romanzo fantastico di Howard Phillips Lovecraft pubblicato postumo nel 1943. Scritto tra il 1926 e il 1927, è tra i primi romanzi dello scrittore ma, come Il caso di Charles Dexter Ward, venne pubblicato postumo perché non ritenuto soddisfacente dallo stesso Lovecraft. Il romanzo appartiene alla Saga di Randolph Carter, che a sua volta fa parte del Ciclo dei Sogni, che comprende la produzione fantastica dello scrittore. Nel romanzo breve, le sue varie culture e i suoi diversi abitanti vengono descritti in modo più completo e preciso rispetto alle altre storie del Ciclo. Pur essendo una specie di lungo abbozzo, non diviso in capitoli come Charles Dexter Ward (sono i due scritti più lunghi di HPL), lo scritto mantiene una certa coerenza con il nascente filone fantasy. In questo racconto compaiono anche i Magri Notturni, incubi che lo stesso Lovecraft faceva da piccolo, demoni creati da lui stesso.

## Trama
Narra dell'avventura di Randolph Carter nella Terra dei Sogni, una dimensione parallela. Qui il protagonista sarà spinto dal desiderio di vedere gli dèi che abitano sul misterioso monte Kadath, nel deserto di Leng.
Dopo mirabolanti avventure in questo mondo a tratti grottesco e surreale, Randolph affronterà il tremendo Caos Strisciante, Nyarlathotep, Messaggero degli Altri Dei.
Con un inganno, viene condotto a dorso di un orrido Shantak verso i gorghi stellari, dove con l'aiuto di Nodens, dio benevolo e primordiale, e del gas violetto S'ngac, riesce a sfuggire alla furia distruttiva del dio.

## Personaggi
- Randolph Carter: protagonista dell'opera;

- Nyarlathotep: entità aliena che tenta in ogni modo di intralciare la ricerca del protagonista;

- Richard Upton Pickman: creatore di bizzarri dipinti, si è ormai trasformato in un ghoul, divoratore di cadaveri dall'aspetto ferino che aiuta Carter nella sua impresa;

- Kuranes: il re della città onirica di Celephaïs.

- Atal: il re di Ulthar ed ex discepolo del mago Barzai

- Mercante dagli occhi a mandorla: noto per i suoi traffici con il sacerdote del monastero preistorico di Leng, porterà Carter dinnanzi all’innominabile entità che troneggia sull'altopiano

## Adattamenti
- Un adattamento a fumetti, intitolato "Il miraggio dello sconosciuto Kadath", con i disegni di Nevio Zeccara, fu pubblicato nel 1990 sul Giornalino (tra il nº 18 del 2 maggio 1990 e il nº 23 del 6 giugno 1990).
- Jason Thompson realizzò un adattamento a fumetti nel 1997-1999. Il fumetto è stato usato come base per un film di animazione sul romanzo, diretto da Edward Martin III, con Thompson che ha contribuito realizzando dei disegni addizionali per il film. Il film venne proiettato l'11 ottobre 2003 al H.P. Lovecraft film festival ed è stato successivamente pubblicato in DVD nel 2004. Nel 2011 il compositore del film, Cyoakha Grace O'Manion, ha pubblicato la colonna sonora con il titolo Unknown Music from Dream Quest of Kadath.
- Nel 2014 il disegnatore e sceneggiatore Ian N.J. Culbard ha pubblicato con SelfMadeHero un adattamento a fumetti dell'opera, poi tradotto in Italia e pubblicato da Magic Press edizioni nel 2016.
- Sembra sia in lavorazione un adattamento cinematografico dell'opera.

## Edizioni
- H. P. Lovecraft, La ricerca onirica dello sconosciuto Kadath, traduzione di Gianni Pilo, collana Labirinti, Newton&Compton, 2003,  pp. 150, cap. 16, ISBN 88-8289-910-1.
- H. P. Lovecraft, La Ricerca Onirica dell'Ignoto Kadath, traduzione di Edoardo Dantonia, Schegge Riunite, 2020.